# Jordi Simón
Jordi Simón Casulleras é um ciclista espanhol, nascido em Navàs, Barcelona a 6 de setembro de 1990.

## Biografia
Inícios
Começou no ciclismo com a equipa ciclista Alt Llobregat de Navàs; aí seus colegas já lhe viram umas dotes para o desporto fora do comum e lhe incitaram ao mundo da competição. Ao ano seguinte (2006) começou a correr na categoria cadete e não demorou em conseguir os seus primeiros triunfos; mas não foi até a categoria juvenil; depois de ganhar o Ranking da RFEC além de ser subcampeão da Espanha e conseguir até 23 vitórias, onde se confirmou como uma das jovens promessas do ciclismo espanhol.
Salto de categoria
Seu passo à categoria amador foi fulgurante e depois de um primeiro ano difícil e de aprendizagem, consolida-se na categoria com a Caja Rural amador de Juanma Hernández; conseguindo vitórias de renome que não passam sem dar na vista a José Luis de Santos seleccionador espanhol. Assíduo com a selecção espanhola não demora em destacar no panorama internacional como o atestão o 7º posto no Campeonato Europeu e um 9º na geral final do Tour de l'Avenir; carreira por etapas mais importante a nível mundial em categoria Sub 23.
Salto a profissionais
Em 2012 e graças a Antonio Cabello dá o salto a profissionais com o Andalucía. Uma temporada lastrada por lesões impedem-lhe render a seu nível que junto com o desaparecimento da equipa e apesar de ter outro ano de contrato, se encontra sem equipa para poder o demonstrar.
Requalificação
Em 2013 se requalifica em amadores com a Team Coluer de Antonio Pineda. Na sua estreia leva-se seu 5º Campeonato da Catalunha, também consegue o subcampeonato da Espanha elite após ir toda a carreira escapado e ganha uma etapa e a geral final da Volta a Leão com profissionais.
Volta a profissionais
Em 2014 e da mão de Domenec Carbonell volta ao profissionalismo com o Team Equador; com a sua combatividade característica deixa-se ver em numerosas escapadas, leva-se a classificação da montanha do Tour de l'Ain e Tour de Saboia além de duas etapas nesta última.
A este passo, tudo indica que tem um grande futuro por diante.

## Palmarés
2011
- 1 etapa da Volta à Comunidade de Madri sub-23

2013
- Volta a Leão, mais 1 etapa

2014
- 2 etapas do Tour de Saboia

2015
- Grande Prêmio do Guadiana, mais 1 etapa

2016
- 3º no Campeonato da Espanha em Estrada

## Resultados nas Grandes Voltas
| Carreira        | 2012 | 2013 | 2014 | 2015 | 2016 | 2017 | 2018 |
| --------------- | ---- | ---- | ---- | ---- | ---- | ---- | ---- |
| Giro d'Italia   | -    | -    | -    | -    | -    | -    | -    |
| Tour de France  | -    | -    | -    | -    | -    | -    | -    |
| Volta a Espanha | -    | -    | -    | -    | -    | -    | Ab.  |

-: não participa 

Ab.: abandono 

## Equipas
- Caja Rural (2011)[5]
- Andalucía (2012)
- Team Equador (2014-2015)
- Verva ActiveJet Pro Cycling Team (2016)
- Soul Brasil (2017)
- Burgos-BH (2018)